# فالتر مومبر
والتر مومبر (من مواليد 21 فبراير 1945) هو سياسي ألماني وعمدة برلين السابق (برلين الغربية 1989-1990، لم شمل برلين 1990-1991). وأثناء رئاسة البلدية، شغل منصب رئيس البوندسرات في 1989/90. حضر في افتتاح بوابة براندنبورغ في 22 ديسمبر 1989، وفي 3 أكتوبر 1990، أصبح أول عمدة لبرلين الموحدة.
ولد في سولينغن (بالقرب من بريمن )، اليوم في ولاية سكسونيا السفلى، وهو عضو في الحزب الديمقراطي الاجتماعي ( SPD ).
ألتحق مومبر بالمدرسة في بريمن. بعد ترك المدرسة في عام 1964، بدأ في دراسة العلوم السياسية والتاريخ والاقتصاد في Westfälische Wilhelms-Universität Münster في ميونيخ وفي Freie Universität Berlin، التي تخرج منها في عام 1969 في العلوم السياسية. أصبح مساعد باحث في معهد العلوم السياسية في جامعة FU برلين.   

## مجلس الشيوخ
→ المقال الرئيسي: مجلس الشيوخ مومبير

## شخصي
خرج مومبر عادة في الأماكن العامة مرتديًا وشاحًا أحمر، والذي أصبح يُعرف باسم «وشاح مومبير». مومبر متزوج من آن مومبر ولديه طفلان. 

## روابط خارجية
- فالتر مومبر على موقع IMDb (الإنجليزية)
- فالتر مومبر على موقع مونزينجر (الألمانية)
- فالتر مومبر على موقع ميوزك برينز (الإنجليزية)
- فالتر مومبر على موقع ديسكوغز (الإنجليزية)
- فالتر مومبر على موقع قاعدة بيانات الفيلم (الإنجليزية)